# Deelnemers UEFA-toernooien Ierland
Onderstaande tabellen bevatten de deelnemers aan de UEFA-toernooien uit  Ierland.

## Mannen
NB Klikken op de clubnaam geeft een link naar het Wikipedia-artikel over het betreffende toernooi in het betreffende seizoen.
| Seizoen | Europacup I            | Europacup II                                                               | Jaarbeursstedenbeker                     |                  |
| ------- | ---------------------- | -------------------------------------------------------------------------- | ---------------------------------------- | ---------------- |
| 1957/58 | Shamrock Rovers        |                                                                            |                                          |                  |
| 1958/59 | Drumcondra             |                                                                            |                                          |                  |
| 1959/60 | Shamrock Rovers        |                                                                            |                                          |                  |
| 1960/61 | Limerick FC            |                                                                            |                                          |                  |
| 1961/62 | Drumcondra             | St. Patrick's Athletic                                                     |                                          |                  |
| 1962/63 | Shelbourne FC          | Shamrock Rovers                                                            | Drumcondra                               |                  |
| 1963/64 | Dundalk FC             | Shelbourne FC                                                              | Shamrock Rovers                          |                  |
| 1964/65 | Shamrock Rovers        | Cork Celtic                                                                | Shelbourne FC                            |                  |
| 1965/66 | Drumcondra             | Limerick FC                                                                | Shamrock Rovers                          |                  |
| 1966/67 | Waterford FC           | Shamrock Rovers                                                            | Drumcondra                               |                  |
| 1967/68 | Dundalk FC             | Shamrock Rovers                                                            | St. Patrick's Athletic                   |                  |
| 1968/69 | Waterford FC           | Shamrock Rovers                                                            | Dundalk FC                               |                  |
| 1969/70 | Waterford FC           | Shamrock Rovers                                                            | Dundalk FC                               |                  |
| 1970/71 | Waterford FC           | Bohemians Dublin                                                           | Cork Hibernians                          |                  |
| Seizoen | Europacup I            | Europacup II                                                               | UEFA Cup                                 |                  |
| 1971/72 | Cork Hibernians        | Limerick FC                                                                | Shelbourne FC                            |                  |
| 1972/73 | Waterford FC           | Cork Hibernians                                                            | Bohemians Dublin                         |                  |
| 1973/74 | Waterford FC           | Cork Hibernians                                                            | Finn Harps                               |                  |
| 1974/75 | Cork Celtic            | Finn Harps                                                                 | Bohemians Dublin                         |                  |
| 1975/76 | Bohemians Dublin       | Home Farm                                                                  | Athlone Town                             |                  |
| 1976/77 | Dundalk FC             | Bohemians Dublin                                                           | Finn Harps                               |                  |
| 1977/78 | Sligo Rovers           | Dundalk FC                                                                 | Bohemians Dublin                         |                  |
| 1978/79 | Bohemians Dublin       | Shamrock Rovers                                                            | Finn Harps                               |                  |
| 1979/80 | Dundalk FC             | Waterford FC                                                               | Bohemians Dublin                         |                  |
| 1980/81 | Limerick United        | Waterford FC                                                               | Dundalk FC                               |                  |
| 1981/82 | Athlone Town           | Dundalk FC                                                                 | Limerick United                          |                  |
| 1982/83 | Dundalk FC             | Limerick United                                                            | Shamrock Rovers                          |                  |
| 1983/84 | Athlone Town           | Sligo Rovers                                                               | Drogheda United                          |                  |
| 1984/85 | Shamrock Rovers        | University College Dublin                                                  | Bohemians Dublin                         |                  |
| 1985/86 | Shamrock Rovers        | Galway United                                                              | Bohemians Dublin                         |                  |
| 1986/87 | Shamrock Rovers        | Waterford United                                                           | Galway United                            |                  |
| 1987/88 | Shamrock Rovers        | Dundalk FC                                                                 | Bohemians Dublin                         |                  |
| 1988/89 | Dundalk FC             | Derry City                                                                 | St. Patrick's Athletic                   |                  |
| 1989/90 | Derry City             | Cork City                                                                  | Dundalk FC                               |                  |
| 1990/91 | St. Patrick's Athletic | Bray Wanderers                                                             | Derry City                               |                  |
| 1991/92 | Dundalk FC             | Galway United                                                              | Cork City                                |                  |
| Seizoen | Champions League       | Europacup II                                                               | UEFA Cup                                 | Intertoto Cup    |
| 1992/93 | Shelbourne FC          | Bohemians Dublin                                                           | Derry City                               |                  |
| 1993/94 | Cork City              | Shelbourne FC                                                              | Bohemians Dublin                         |                  |
| 1994/95 |                        | Sligo Rovers                                                               | Cork City Shamrock Rovers                |                  |
| 1995/96 |                        | Derry City                                                                 | Dundalk FC Shelbourne FC                 | Bohemians Dublin |
| 1996/97 |                        | Shelbourne FC                                                              | Bohemians Dublin St. Patrick's Athletic  | Sligo Rovers     |
| 1997/98 | Derry City             | Shelbourne FC                                                              | Bohemians Dublin                         | Cork City        |
| 1998/99 | St. Patrick's Athletic | Cork City                                                                  | Shelbourne FC                            | Shamrock Rovers  |
| Seizoen | Champions League       | UEFA Cup                                                                   | Intertoto Cup                            |                  |
| 1999/00 | St. Patrick's Athletic | Bray Wanderers Cork City                                                   | Shelbourne FC                            |                  |
| 2000/01 | Shelbourne FC          | Bohemians Dublin Cork City                                                 | University College Dublin                |                  |
| 2001/02 | Bohemians Dublin       | Longford Town Shelbourne FC                                                | Cork City                                |                  |
| 2002/03 | Shelbourne FC          | Dundalk FC Shamrock Rovers                                                 | St. Patrick's Athletic                   |                  |
| 2003/04 | Bohemians Dublin       | Derry City Shelbourne FC                                                   | Shamrock Rovers                          |                  |
| 2004/05 | Shelbourne FC ->       | Shelbourne FC Bohemians Dublin Longford Town                               | Cork City                                |                  |
| 2005/06 | Shelbourne FC          | Cork City Longford Town                                                    | Bohemians Dublin                         |                  |
| 2006/07 | Cork City              | Derry City Drogheda United                                                 | Shelbourne FC                            |                  |
| 2007/08 | Derry City             | Drogheda United St. Patrick's Athletic                                     | Cork City                                |                  |
| 2008/09 | Drogheda United        | Cork City St. Patrick's Athletic                                           | Bohemians Dublin                         |                  |
| Seizoen | Champions League       | Europa League                                                              |                                          |                  |
| 2009/10 | Bohemians Dublin       | Derry City Sligo Rovers St. Patrick's Athletic                             |                                          |                  |
| 2010/11 | Bohemians Dublin       | Dundalk FC Shamrock Rovers Sporting Fingal                                 |                                          |                  |
| 2011/12 | Shamrock Rovers ->     | Shamrock Rovers Bohemians Dublin Sligo Rovers St. Patrick's Athletic       |                                          |                  |
| 2012/13 | Shamrock Rovers        | Bohemians Dublin Sligo Rovers St. Patrick's Athletic                       |                                          |                  |
| 2013/14 | Sligo Rovers           | Derry City Drogheda United St. Patrick's Athletic                          |                                          |                  |
| 2014/15 | St. Patrick's Athletic | Derry City Dundalk FC Sligo Rovers                                         |                                          |                  |
| 2015/16 | Dundalk FC             | Cork City Shamrock Rovers St. Patrick's Athletic University College Dublin |                                          |                  |
| 2016/17 | Dundalk FC ->          | Dundalk FC Cork City Shamrock Rovers St. Patrick's Athletic                |                                          |                  |
| 2017/18 | Dundalk FC             | Cork City Derry City Shamrock Rovers                                       |                                          |                  |
| 2018/19 | Cork City ->           | Cork City Derry City Dundalk FC Shamrock Rovers                            |                                          |                  |
| 2019/20 | Dundalk FC ->          | Dundalk FC Cork City Shamrock Rovers St. Patrick's Athletic                |                                          |                  |
| 2020/21 | Dundalk FC ->          | Dundalk FC Bohemians Dublin Derry City Shamrock Rovers                     |                                          |                  |
| Seizoen | Champions League       | Europa League                                                              | Europa Conference League                 |                  |
| 2021/22 | Shamrock Rovers        | 0                                                                          | Bohemians Dublin Dundalk FC Sligo Rovers |                  |

### Deelnames
Aantal seizoenen
| 30x Shamrock Rovers FC 28x Bohemians Dublin FC 25x Dundalk FC 18x St. Patrick's Athletic FC 18x Shelbourne FC 15x Derry City FC (exclusief deelnames Noord-Ierland, 2x) 10x Sligo Rovers FC 09x Waterford FC (inclusief Waterford United, 1x) 06x Limerick FC (inclusief Limerick United, 3x) 05x Drogheda United FC 05x Drumcondra FC | 04x Cork Hibernians FC 04x Finn Harps FC 03x Athlone Town FC 03x Galway United FC 03x Longford Town 03x University College Dublin AFC 02x Bray Wanderers AFC 02x Cork Celtic FC 01x Home Farm FC 01x Sporting Fingal |

## Vrouwen
NB Klikken op de clubnaam geeft een link naar het Wikipedia-artikel over het betreffende toernooi in het betreffende seizoen.
| Seizoen | Women's Cup               |
| ------- | ------------------------- |
| 2002/03 | Shamrock Rovers           |
| 2003/04 | University College Dublin |
| 2004/05 | University College Dublin |
| 2005/06 | University College Dublin |
| 2006/07 | Dundalk FC                |
| 2007/08 | Mayo FC                   |
| 2008/09 | Galway United             |
| Seizoen | Champions League          |
| 2009/10 | St. Francis FC            |
| 2010/11 | St. Francis FC            |
| 2011/12 | Peamount United           |
| 2012/13 | Peamount United           |
| 2013/14 | Raheny United             |
| 2014/15 | Raheny United             |
| 2015/16 | Wexford Youths            |
| 2016/17 | Wexford Youths            |
| 2017/18 | Shelbourne FC             |
| 2018/19 | Wexford Youths            |
| 2019/20 | Wexford Youths            |
| 2020/21 | Peamount United           |
| 2021/22 | Peamount United           |

### Deelnames
04x Peamount United
04x Wexford Youths
03x University College Dublin FC
02x Raheny United
02x St. Francis FC
01x Dundalk FC
01x Galway United
01x Mayo FC
01x Shamrock Rovers FC
01x Shelbourne FC
Albanië ·
Andorra ·
Armenië ·
Azerbeidzjan ·
België ·
Bosnië en Herzegovina ·
Bulgarije ·
Cyprus ·
Denemarken ·
Duitsland ·
Engeland ·
Estland ·
Faeröer ·
Finland ·
Frankrijk ·
Georgië ·
Gibraltar ·
Griekenland ·
Hongarije ·
Ierland ·
IJsland ·
Israël ·
Italië ·
Kazachstan ·
Kroatië ·
Kosovo ·
Letland ·
Liechtenstein ·
Litouwen ·
Luxemburg ·
Malta ·
Moldavië ·
Montenegro ·
Nederland ·
Noord-Ierland ·
Noord-Macedonië ·
Noorwegen ·
Oekraïne ·
Oostenrijk ·
Polen ·
Portugal ·
Roemenië ·
Rusland ·
San Marino ·
Schotland ·
Servië ·
Slovenië ·
Slowakije ·
Spanje ·
Tsjechië ·
Turkije ·
Wales ·
Wit-Rusland ·
Zweden ·
Zwitserland

Historie:
DDR ·
Joegoslavië ·
Saarland ·
Sovjet-Unie ·
Tsjecho-Slowakije